# Riva del Garda
Riva del Garda (tiếng Đức: Reiff) là một thị xã có 15.246 dân ở tỉnh Trento (Italia).

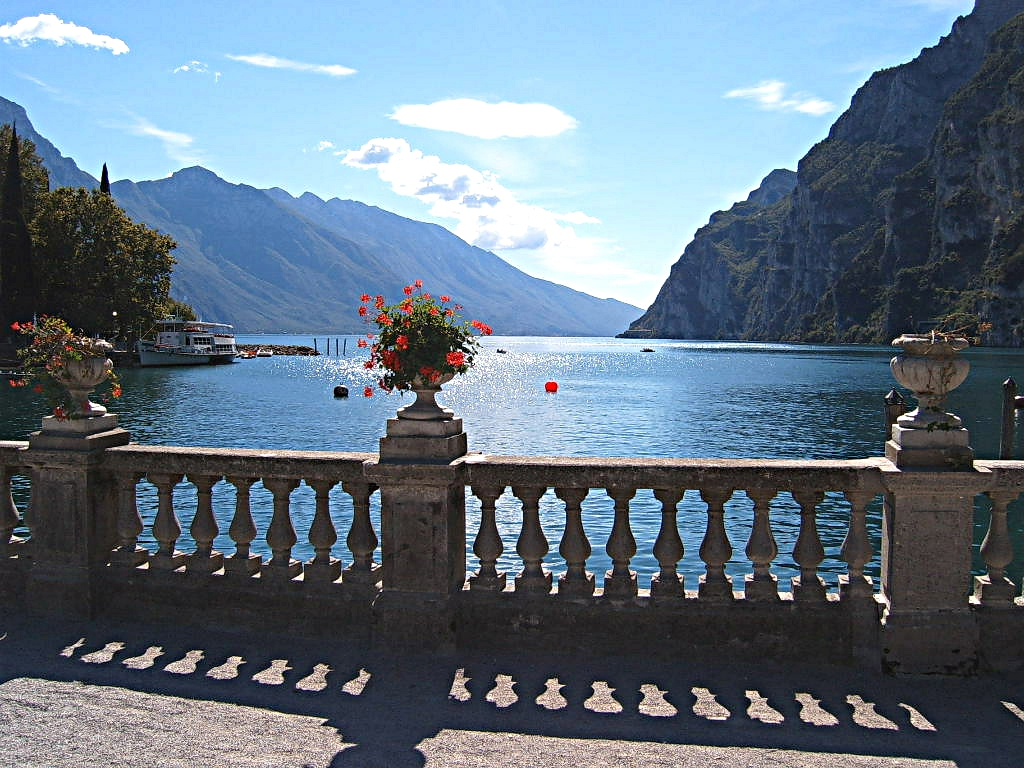
View of Lake Garda from Riva.

Riva del Garda nằm ở góc tây bắc hồ Garda. Núi Rocchetta (1.575 m) cao dần theo hướng tây, núi Baldo (2.218 m) nằm ở phía đông. Du lịch là ngành kinh tế quan trọng của địa phương. Ngoài ra còn có ngành sản xuất giấy.